# Banco Santander (Brasil)
Banco Santander Brasil S.A. es la filial brasileña del Banco Santander, uno de los mayores grupos financieros del mundo. El banco fue fundado en 1982 en São Paulo, en el estado homónimo, donde se encuentra su sede central. 
El Banco Santander es el quinto mayor banco comercial de Brasil por volumen de activos, después de Banco Itaú, Banco do Brasil, Banco Bradesco y Caixa Econômica Federal. Con más de 9 millones de clientes, opera en el segmento de particulares con una red de 3696 sucursales y más de  18,312 cajeros automáticos.
Santander Brasil es la principal operación de Grupo Santander fuera de Europa.

## Historia
En 1997, el Grupo Santander adquirió el Banco General de Comercio SA. Un año más tarde adquiría Banco Noroeste S.A. En enero del 2000, compraría el Southern Financial (Banco Meridional y Banco Bozano, Simonsen). En noviembre de ese mismo año, llevaría a cabo la mayor adquisición hasta la fecha, al hacerse con el control de Banespa, hasta ahora controlado por el estado brasileño de Sao Paulo. Con las tres adquisiciones realizadas, el Banco Santander se fue consolidando como uno de los mayores grupos financieros en Brasil.
Así, con todas las adquisiciones, se formó el conglomerado financiero Santander Banespa en 2001, con una reestructuración societaria. Del Banco Santander Hispano, las acciones de Banespa se convirtieron en propiedad de Santander S.A.
En 2008, el Grupo Santander adquirió junto a RBS y Fortis el grupo financiero holandés ABN AMRO. De esta compra Santander obtendría el Banco Real, lo que lo convirtió en el tercer banco más grande en relación de activos de Brasil. Más tarde, Santander integraría todas las oficinas bajo el nombre de Santander.
En 2016, el banco compró la aplicación de pago móvil brasileña «ContaSuper», para rebautizarla al año siguiente como Superdigital.